# أندريه دوراند
أندريه دوراند هو رسام كندي، ولد في 1947.